# آدام ویلیامز
آدام ویلیامز (انگلیسی: Adam Williams; ۲۶ نوامبر ۱۹۲۲ – ۴ دسامبر ۲۰۰۶) هنرپیشه اهل ایالات متحده آمریکا بود.
از فیلم‌ها یا برنامه‌های تلویزیونی که وی در آن نقش داشته‌است می‌توان به شمال از شمال غربی، تعقیب بزرگ، آخرین غروب آفتاب، ساکنان برهوت، بچه‌ها دنبالم بیاین، اسب در کت و شلوار فلانل خاکستری و راک اشاره کرد.